# Nateby
Pour le village du Lancashire, voir Nateby.
Nateby est un village de Cumbria en Angleterre, très proche de Kirkby Stephen et de la rivière Eden. Il se trouve sur la limite entre les Yorkshire Dales et le Yorkshire du Nord et près des collines Nine Standards Rigg. Il y a dans le village un pub, une station service et un petit dépôt de métal tous dirigés par des familles du village.